# Rinorea maximiliani
Rinorea maximiliani är en violväxtart som först beskrevs av Eichler in Martius, och fick sitt nu gällande namn av Carl Ernst Otto Kuntze. Rinorea maximiliani ingår i släktet Rinorea och familjen violväxter. Inga underarter finns listade i Catalogue of Life.